# Peromyscus gratus
Peromyscus gratus és una espècie de mamífer rosegador de la família dels cricètids. Viu a altituds d'entre 1.829 i 3.110 msnm a Mèxic i els Estats Units. Ocupa una gran varietat d'hàbitats, que van des dels camps de conreu fins als boscos de coníferes situats al cim de muntanyes. És una espècie en risc mínim, és a dir, no sembla que hi hagi cap amenaça significativa per a la seva supervivència. El seu nom específic, gratus, significa ‘grat’ en llatí.